# Damayanthi Dharsha
Damayanthi Dharsha-Kobalavithanage (née le 13 février 1975) est une athlète srilankaise, spécialiste des épreuves de sprint.

## Biographie
Elle remporte cinq médailles d'or lors des championnats d'Asie, une en 1998 et 2005, et trois en 2000. Elle remporte également trois titres lors des Jeux asiatiques.

### Palmarès
| Date | Compétition         | Lieu      | Résultat | Épreuve   | Performance |
| ---- | ------------------- | --------- | -------- | --------- | ----------- |
| 1983 | Championnats d'Asie | Koweït    | 2e       | 200 m     | 23 s 29     |
| 1994 | Jeux asiatiques     | Hiroshima | 3e       | 200 m     | 23 s 61     |
| 1998 | Jeux asiatiques     | Bangkok   | 1re      | 200 m     | 22 s 48     |
| 1998 | Jeux asiatiques     | Bangkok   | 1re      | 400 m     | 51 s 57     |
| 1998 | Championnats d'Asie | Fukuoka   | 1re      | 400 m     | 51 s 23     |
| 2000 | Championnats d'Asie | Djakarta  | 1re      | 200 m     | 22 s 84     |
| 2000 | Championnats d'Asie | Djakarta  | 1re      | 400 m     | 51 s 05     |
| 2000 | Championnats d'Asie | Djakarta  | 1re      | 4 x 100 m | 44 s 23     |
| 2002 | Jeux asiatiques     | Busan     | 1re      | 400 m     | 51 s 13     |
| 2005 | Championnats d'Asie | Incheon   | 1re      | 200 m     | 23 s 21     |

### Records
| Épreuve | Performance | Lieu      | Date              |
| ------- | ----------- | --------- | ----------------- |
| 100 m   | 11 s 19     | Katmandou | 26 septembre 1999 |
| 200 m   | 22 s 48     | Bangkok   | 18 décembre 1998  |
| 400 m   | 51 s 05     | Djakarta  | 30 août 2000      |